# Shamosaurus
Shamosaurus là một chi khủng long, được Tumanova mô tả khoa học năm 1983.